# Silvia Intxaurrondo Alcaine
Silvia Intxaurrondo Alcaine (Barakaldo, 24 d'octubre de 1979) és una periodista basca.

## Biografia
Va passar la seva infància a Santurtzi. Llicenciada en Periodisme per la Universitat de Navarra i en Filologia Àrab per la Universitat Autònoma de Madrid, Màster en Estudis Àrabs i Islàmics Contemporanis (Universitat Autònoma de Madrid), es va especialitzar en informació internacional.
La seva carrera professional es va iniciar en el programa matinal Hoy por hoy, de la Cadena SER, presentat per Iñaki Gabilondo, on va estar quatre anys. El 2005 va fer el salt a la televisió presentant els informatius de la CNN+, i des de la temporada 2006-2007 va ser copresentadora a l'informatiu d'Iñaki Gabilondo, Noticias Cuatro 2, a Cuatro. Des del 8 de febrer fins al 23 de desembre de 2010 va estar a CNN+ copresentant el programa d'actualitat Hoy.
Va formar part de la taula de treball de la W Radio de Colòmbia (cadena del grup PRISA) als matins, al costat de Julio Sánchez Cristo, del 2011 al juny de 2012. Des del 3 de setembre de 2012 fins al 20 de maig de 2013 va treballar com a subdirectora del programa Hoy por hoy, de la Cadena SER, en la seva nova etapa, amb la presentació de Pepa Bueno i Gemma Nierga, poc abans de ser mare.
Des de gener de 2014 a desembre de 2014 va presentar el programa diari d'actualitat ETB hoy del canal autonòmic basc ETB2. Entre gener de 2015 i abril de 2015 va presentar a ETB2 el programa d'actualitat setmanal ¡Por fin, viernes!. El setembre de 2015 tornà a Cuatro, on es fa càrrec del programa setmanal de debat d'actualitat Un tiempo nuevo.
El setembre de 2017 va començar a dirigir i presentar el Telenoticias Fin de Semana de Telemadrid. Entre gener i abril del 2018 va compatabilitzar-ho amb la conducció del programa Desaparecidos a La 1.
Es va posar al capdavant del programa informatiu La hora de la 1 el 30 de juliol de 2021, amb Marc Sala, a TVE. El 2023 es va fer viral una entrevista que va fer al candidat del PP a les eleccions estatals, Alberto Núñez Feijóo, que va obligar el polític a rectificar les afirmacions falses que havia fet sobre les pensions.

## Televisió

### Programes de televisió
| Any         | Programa                   | Cadena     | Paper                    |
| ----------- | -------------------------- | ---------- | ------------------------ |
| 2005 - 2010 | Noticias Cuatro            | Cuatro     | Presentadora             |
| 2014        | ETB hoy                    | ETB2       | Presentadora             |
| 2015        | Un tiempo nuevo            | Cuatro     | Presentadora             |
| 2015        | Por fin, viernes           | ETB2       | Presentadora             |
| 2016        | Cuando ya no esté          | #0         | Analista                 |
| 2017 - 2018 | Telenoticias Fin de Semana | Telemadrid | Directora / Presentadora |
| 2018        | Desaparecidos              | La 1       | Presentadora             |
| 2021 -      | La hora de la 1            | La 1       | Presentadora             |